# Malonyai-kastély
A  Malonyay-kastély Halásztelken áll, a 2005-ös helyreállítása óta kulturális rendezvényeket tartanak benne.

## Leírása

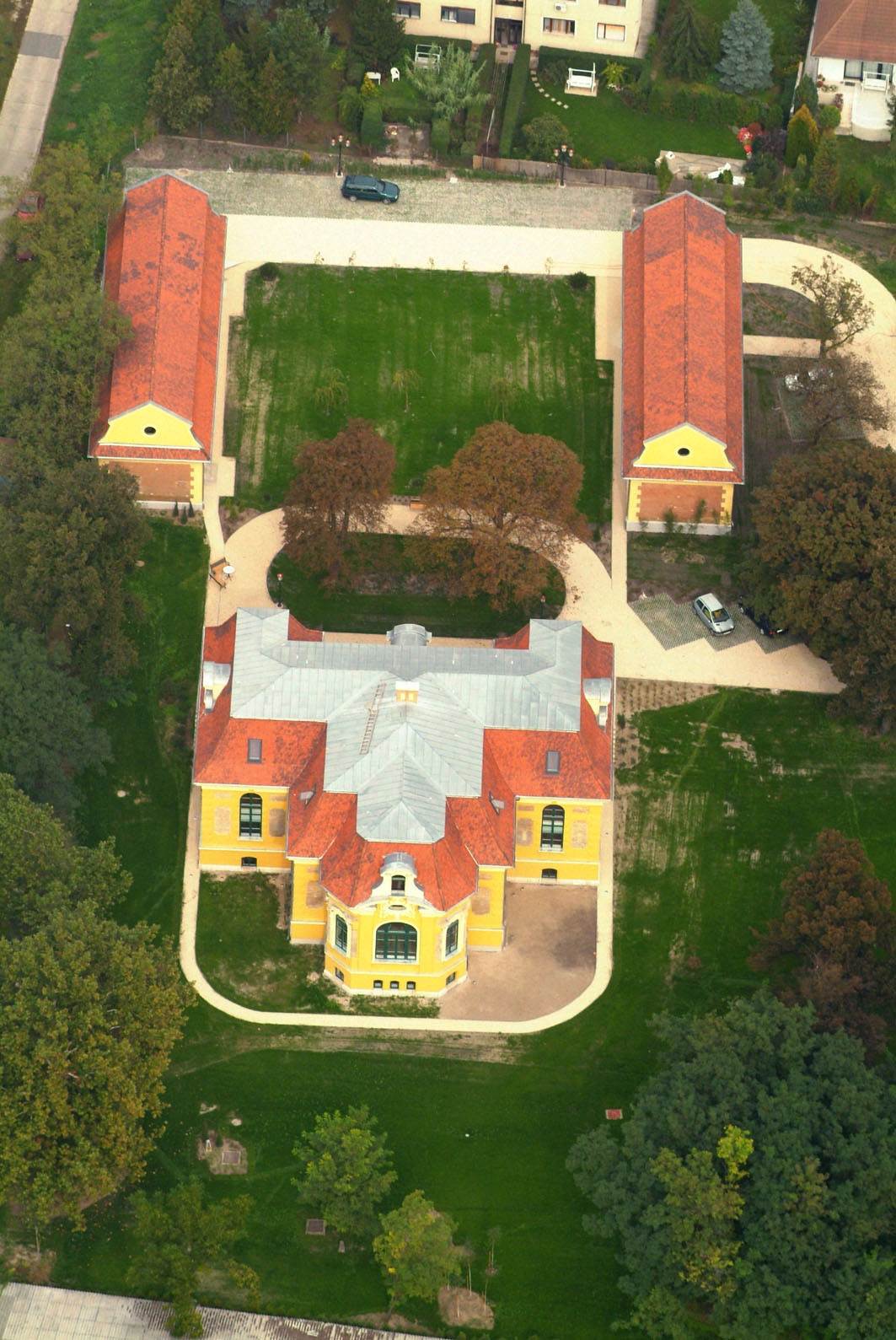
A kastély felülnézetben

Az eklektikus, leginkább neobarokk stílusú épületet 1892-ben építették. Több, mint egy hektáros őspark veszi körül, alaprajza a klasszikus kastélyok elrendezésének felel meg, tulajdonképpen egy fő- és egy világháborús bombatalálat miatt kettébontott melléképületből álló együttes. A főépület manzárdtető fedi, benne egy 130 m²-es bálterem található, az alagsorban boltíves megoldással elválasztott szobák helyezkednek el.
Eredetileg az építtető Warman, majd a Malonyay család tulajdona volt az épület és a környező terület. A második világháború végén a megszálló csapatok kifosztották.
Az őspark fáit kivágták, a nagy részét a háború utáni romtakarításkor épülettörmelékkel töltötték fel, majd lakótelep épült. Csak a kastélyt körülvevő egy hektáros terület maradt meg eredeti formájában, bár a szökőkutat elbontották és a cserjék is eltűntek. Az épületegyüttes sokáig üresen állt, majd TSZ-irodák és a Pestvidéki Gépgyár (repülőgép javító üzem) irodái kaptak benne helyet. Ezekhez szolgálati lakásokat is kialakítottak. Ezt követően a helyi tanács tulajdonába került, és ekkor történtek benne nagyobb szerkezeti átalakítások, például egy vasbeton födémmel felső szintet alakítottak ki. Az 1980-as évekre romos állapotba került, mert sem a tanács, sem a közösség nem tudta összegyűjteni a megmentéséhez szükséges pénzt. Végül 2005-ben osztrák tőkéből újították fel Pintér Tamás és Deák Zoltán tervei alapján, azóta újra eredeti pompájában csodálhatjuk, leszámítva a pompás márványlépcsőket amelyek kívülről vezettek az oldalbejáratokig. A korabeli kocsibeálló is elbontásra került, mert nem illett a klasszicizáló késő barokk stílusjegyeket is viselő épülethez, és sokan úgy hitték, hogy ez is XX. századi eredetű. Valójában még lovaskocsikhoz készült, valószínűleg a XIX. század végén, vagy a századelőn.
AZ elmúlt 10 évben  üzemeltetője egy osztrák-magyar vállalat; a kastélyt esküvők, koncertek, előadások, konferenciák rendezésére használják.
2017-ben a Halásztelki Önkormányzat megvásárolta a kastélyt, és - tatarozás, parkosítás után - a Polgármesteri Hivatal költözött a most nagyon szép állapotú kastélyba. Az ünnepélyes (újra)átadás 2017. augusztus 20.-án volt.